# Ендемізм у птахів
Ендемізм у  птахів характерний насамперед для острівних територій і ділянок, які обмежені біотичними, кліматичними або геологічними бар'єрами. У цьому сенсі, ендемічними називають ті види птахів, ареал яких обмежений строго певною територією. Найбільшу кількість видів ендемічних видів відзначено в наступних країнах: Індонезія (397 ендеміків з 1531 виду місцевої орнітофауни), Австралія (355 з 751), Філіппіни (183 з 556), Бразилія (177 з 1635), Нова Зеландія (150 з 287), Перу (109 з 1678), Мексика (89 з 1026), Папуа - Нова Гвінея (85 з 708),  США (71 з 768), Китай (67 з 1244), Колумбія (62 з 1695), Індія (55 з 1219).

## Особливості ендемізму птахів
Природоохоронна організація «BirdLife International» запропонувала обмежити поняття ендемік для тих видів, історична область поширення яких менше 50,000 км². Ендемізм у птахів особливо помітний тоді, коли він проявляється не тільки на видовому рівні, а й на рівні вищих таксонів (рід, родина або навіть ряд). Для багатьох ендемічних груп птахів характерна безкрилість ( ківі, тинаму, ему).

## Ендемізм на рівні рядів
Майже всі ряди птахів представлені принаймні на двох континентах. Однак є і ендемічні ряди, тобто з найбільш обмеженим діапазоном поширення.
- Ряд Нандуподібні (Rheiformes). 2 види в  Південній Америці.
- Ряд Птахи-миші (Coliiformes), представники якого зустрічаються виключно в саванах Африки, на південь від Сахари.
- Ряд Тинаму (Tinamiformes) характерний для Південної і Центральної Америки.
- Ряд Страусоподібні (Struthioniformes). 1 вид в  Африці.
- Ряд Безкрилі (Apterygiformes). Родина ківі зустрічається тільки в  Новій Зеландії. Нелітаючий птах.

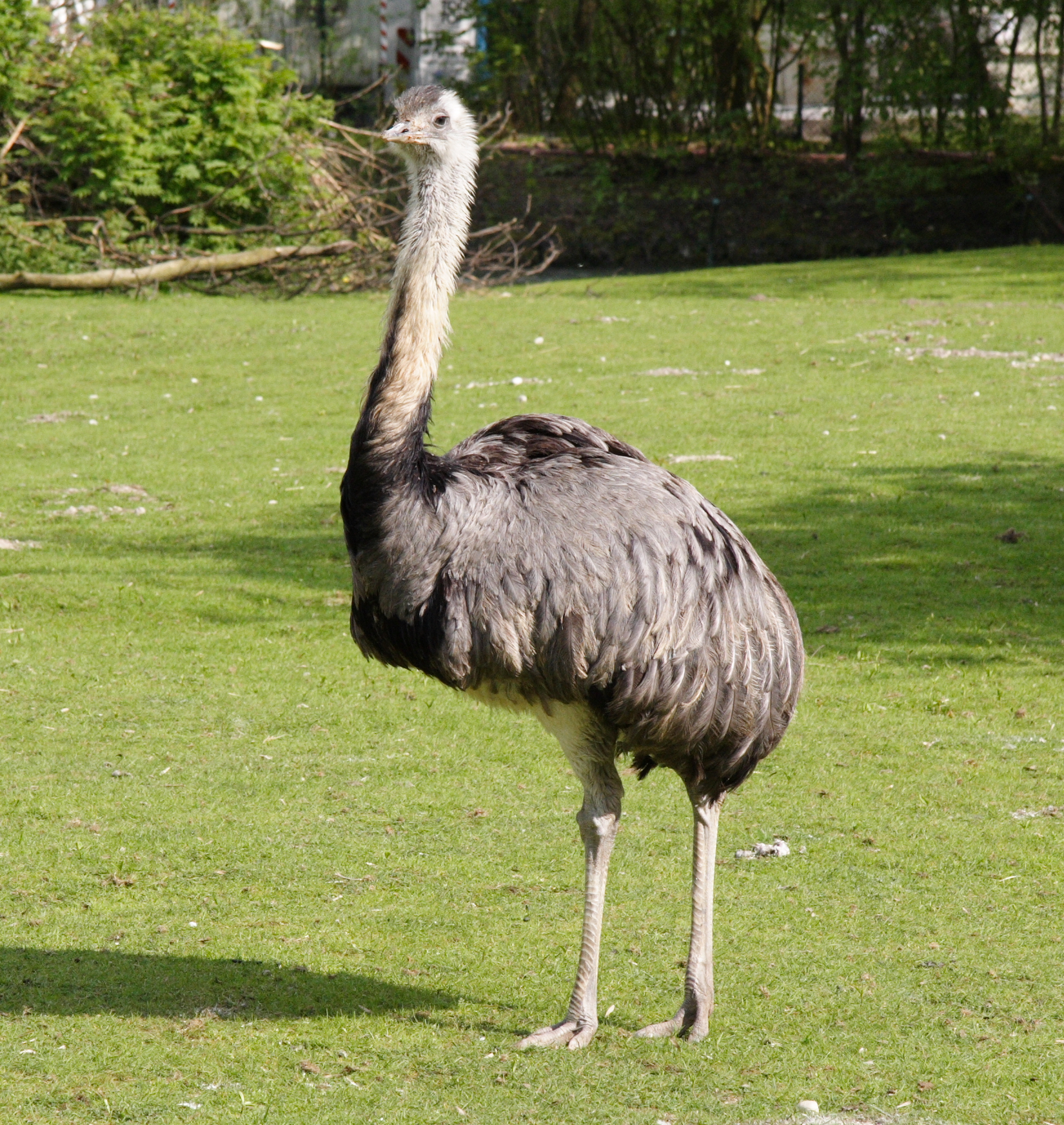
Нанду. Південна Америка
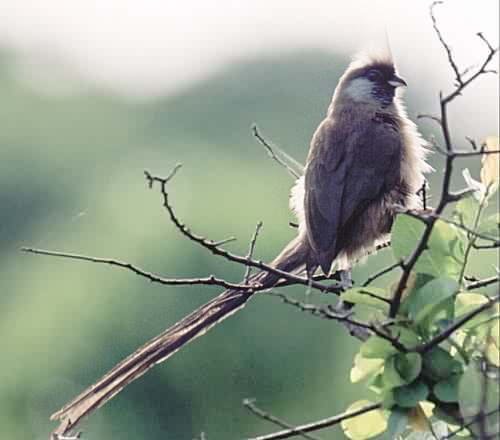
Птахи-миші. Африка
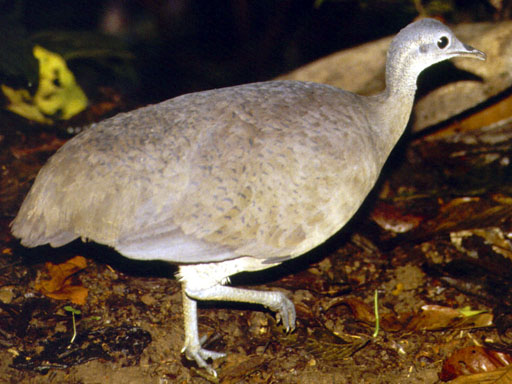
Тинаму. Південна Америка
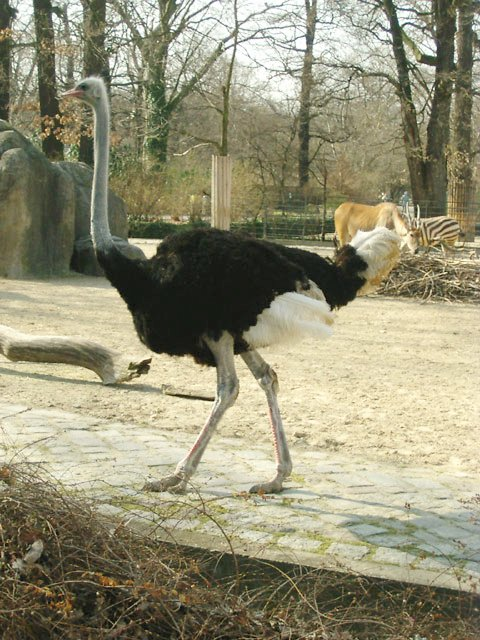
Страус. Африка
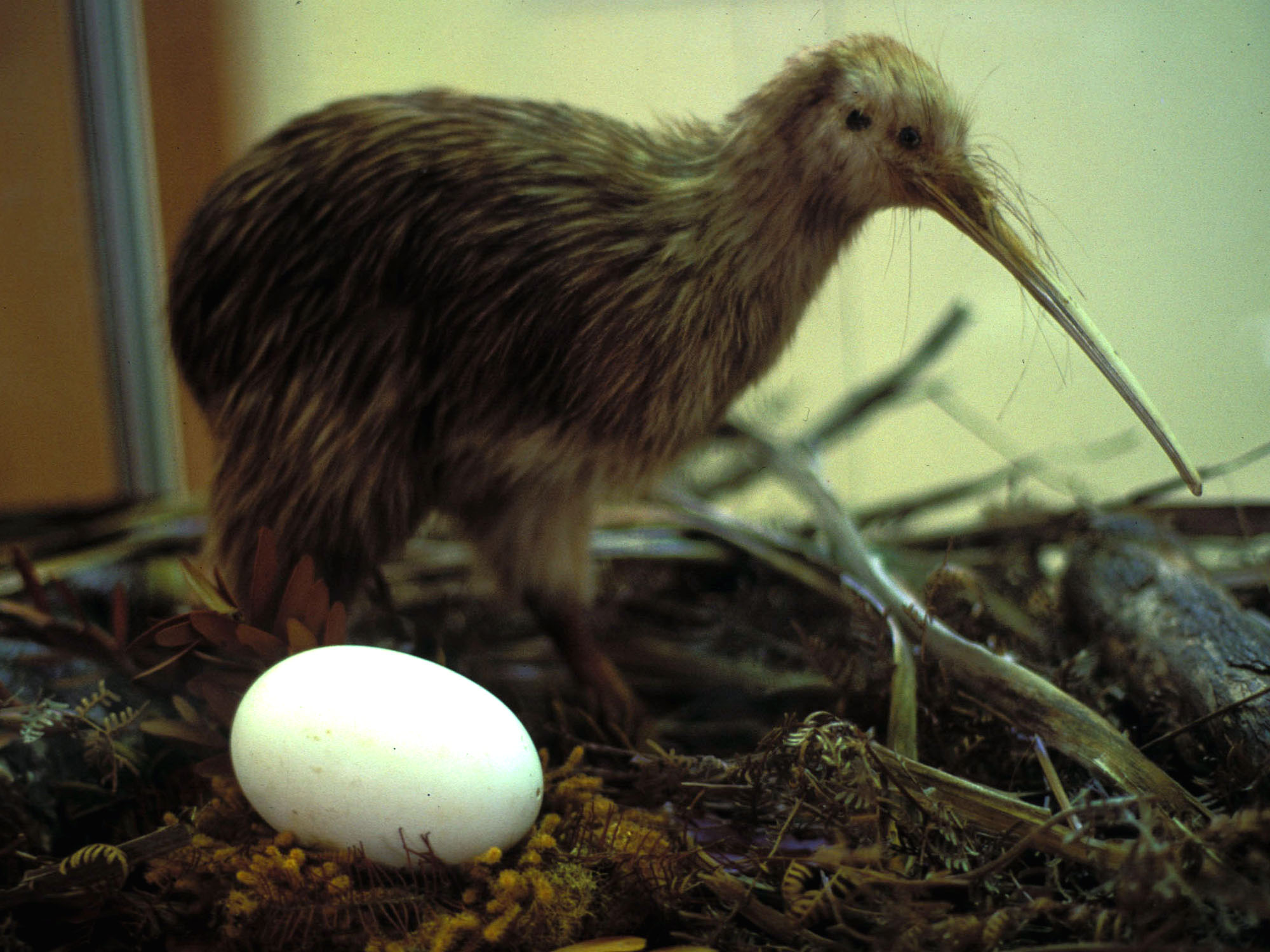
Ківі з яйцем. (Нова Зеландія)

## Ендемізм на рівні родин
- Родина Кагу — острова  Нової Каледонії в  Тихому океані.
- Родина Ему — Австралія і Тасманія.
- Родина Лірохвости, або птахи-ліри — Австралія.
- Родина Тоді (Ряд Сиворакшеподібні) — Великі Антильські острови (Куба, Гаїті та ін.)
- Родина Роутелові (мадагаскарські пастушки) — Мадагаскар.
- Родина Асітові (РядГоробцеподібні) — Мадагаскар.
- Родина Вангові (Ряд Горобцеподібні) — Мадагаскар.
- Вимерла родина Дронти (Ряд голубоподібні) — острова Маврикій, Родригес і Реюньйон, розташовані в Індійському океані.
- Вимерла родина Епіорнісові (Слонові птахи) — Мадагаскар.

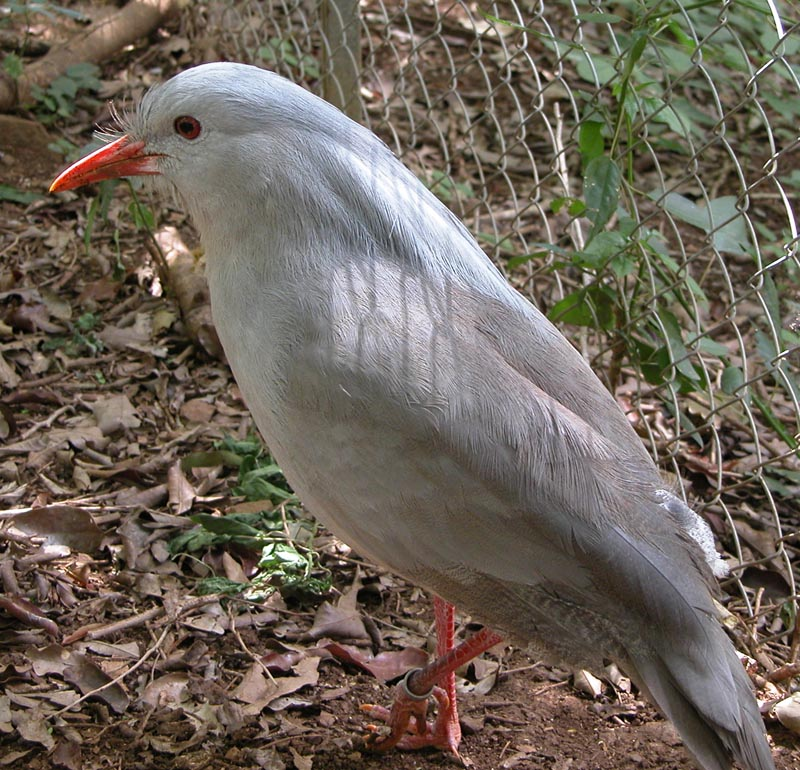
Кагу. Нова Каледонія
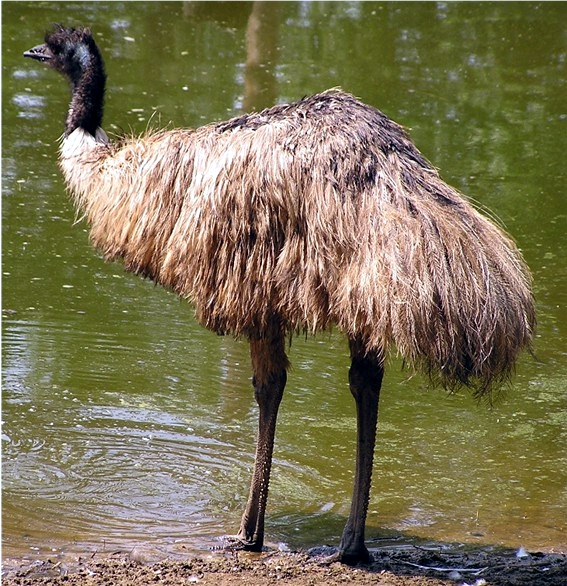
Ему. Австралія
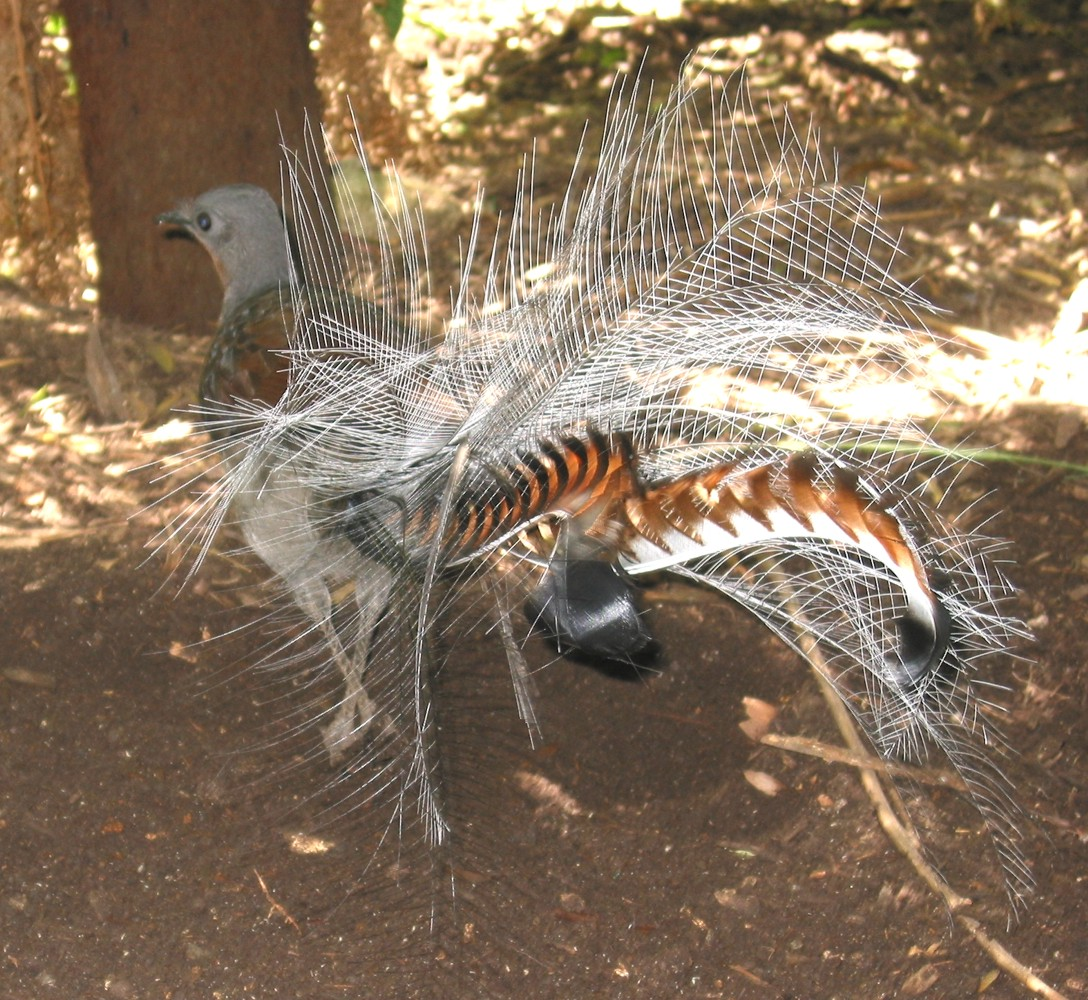
Лірохвости
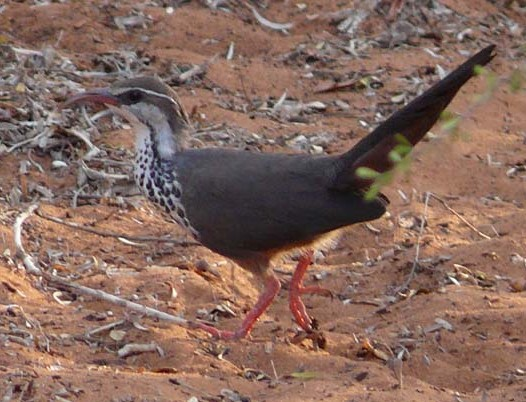
Мадагаскарські пастушки
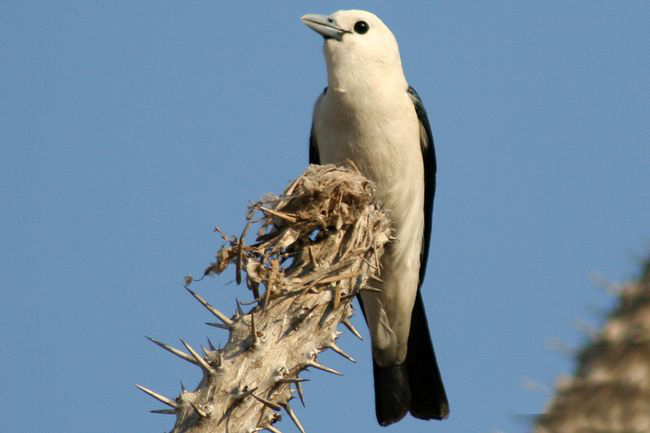
Вангові, Artamella viridis
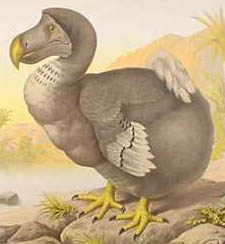
Дронт
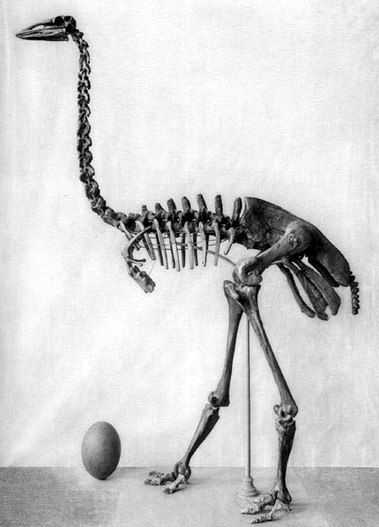
Скелет і яйце епіорніса

## Ендемізм на рівні родів
- Рід Какапо (совиний папуга) зустрічається тільки в  Новій Зеландії. Нелітаючий птах.
- Рід Рогатий папуга (чубатий папуга) мешкає в  Новій Каледонії і на прилеглих островах.

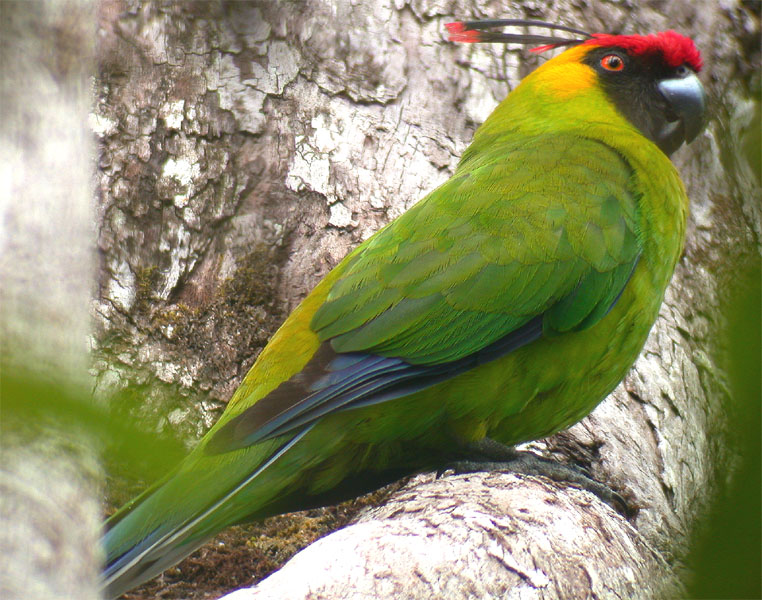
Рогатий папуга